# Meteorologiåret 1913

## Händelser

### Januari
- 3 januari - 254 millimeter nederbörd faller över Calgary i Alberta, Kanada vilket innebär nytt lokalt månadsrekord [1].

### Mars
- 26 mars – I Ohio, USA svämmar Miamifloden över då 10 inch regn faller över ett stort område, och 467 personer dödas [2].

### Juli
- 10 juli - I Death Valley i delstaten Kalifornien i USA uppmäts 134 °F (+ 56.7 °C). Det är den hittills (2006 års förhållanden) varmaste temperaturen någonsin i USA och den näst varmaste temperaturen någonsin i världen [3].

### September
- 2 september - 141,0 millimeter nederbörd faller över Hemse på svenska ön Gotland vilket innebär nytt svenskt dygnsnederbördsrekord för månaden [4] i samband med att ön drabbas av ett våldsamt regnväder [5].
- 8 december - Kraftiga regn i området kring Prince Rupert i British Columbia orsakar jordskred och tågurspårningar [1].

### November
- 6-13 november - Stora sjöarna i USA drabbas av en svår novemberstorm, med snöstormar i Minnesota. Tre skepp förliser på Övre sjön [6].

## Födda
- 1 augusti – Ragnar Fjørtoft, norsk meteorolog.
- 22 september – Hubert Lamb, engelsk klimatolog och meteorolog.

## Avlidna
- 2 januari – Léon Teisserenc de Bort, fransk meteorolog.
- 13 maj – Richard Börnstein, tysk fysiker och meteorolog.
- 2 augusti – Edward John White, australisk engelskfödd meteorolog och astronom.

### Fotnoter
1. 1 2  ”Dan, Dan the Weatherman's Canadian Weather Trivia Page”. Arkiverad från originalet den 9 september 2013. https://web.archive.org/web/20130909001246/http://www.dandantheweatherman.com/cantriv.html. Läst 23 februari 2011.
2. ↑  ”Arkiverade kopian”. Arkiverad från originalet den 11 juni 2014. https://web.archive.org/web/20140611100013/http://climate.umn.edu/pdf/day_in_weather_history/march_wx_history.pdf. Läst 26 januari 2015.
3. ↑  ”NCDC Global measured extremes”. Arkiverad från originalet den 25 maj 2012. https://archive.today/20120525195312/http://www.ncdc.noaa.gov/oa/climate/globalextremes.html. Läst 6 november 2007.
4. ↑  SMHI Arkiverad 26 augusti 2010 hämtat från the Wayback Machine.
5. ↑  SMHI
6. ↑  Famous Minnesota Winter Storms (Listed Chronologically) Arkiverad 7 januari 2009 hämtat från the Wayback Machine.